# Thất hình đại tội
Thất hình đại tội (七つの大罪 Nanatsu no Taizai) là sê-ri manga Nhật Bản do Suzuki Nakaba sáng tác. Bộ truyện được đăng dài kì trên tạp chí Weekly Shōnen Magazine từ số 45 năm 2012 và được Kodansha xuất bản thành 41 tập tankōbon. Lấy cảnh ở Anh thời trung cổ, thời kỳ mà các "Thánh kỵ sĩ" có nhiều quyền lực trong vương quốc của mình và kết hợp với nhiều yếu tố thần thoại châu Âu.
Tính đến tháng 1 năm 2015, đã có hơn 10 triệu bản đã được bán ra thị trường. Và được Nhà xuất bản Kodansha ở Bắc Mỹ phát hành tập đầu tiên vào ngày 11 tháng 3 năm 2014.
Một series anime đã được A-1 Pictures sản xuất, bắt đầu phát sóng tại Nhật Bản vào ngày 5 tháng 10 năm 2014.

## Cốt truyện
Được dựa theo 7 Tội Lỗi trong Kinh Thánh.
Câu truyện được bắt đầu tại lục địa Britania, vương quốc Liones, khi các "Thánh Kỵ sĩ" bắt đầu tăng cường vũ khí và sức người để chuẩn bị cho một cuộc chiến tranh mà họ gọi là "Thánh chiến". Vì điều đó, họ đã tiến hành cuộc đảo chính đất nước và đối xử một cách thô bạo với người dân. Elizabeth là tam công chúa của vương quốc, đã trốn ra khỏi cung điện và lên đường tìm nhóm "Nanatsu no Taizai" (Một nhóm hiệp sĩ được gọi là mạnh nhất và bị buộc tội có mưu đồ phản quốc, được cho là đã bị tiêu diệt bởi các "Thánh Kỵ sĩ" vào 10 năm về trước, mặc dù vẫn còn một số người cho rằng họ vẫn còn sống) để nhờ họ đánh bại "Thánh Kỵ sĩ" và giành lại vương quốc. Vì kiệt sức khi phải đi bộ cả ngày đêm và mang bộ giáp để giấu mặt, Elizabeth đã trốn vào trong một quán rượu "Boar Hat" ở gần làng Kaynes. Được chủ quán rượu là Meliodas mời bữa ăn, cô bắt đầu kể câu chuyện về mình. Tuy nhiên, một số người dân đã báo cáo lên Thánh Kỵ Sỹ có một kẻ mặc giáp được cho là một trong những thành viên nhóm "Nanatsu no Taizai" đi đến quán rượu. Và các kỵ sĩ đã phát hiện người mặc giáp đó là Elizabeth và cố gắng bắt cô theo lệnh truy nã của "Đại Hiệp sĩ". Và Meliodas đã cứu thoát cô và tiết lộ thân phận là đội trưởng của nhóm "Nanatsu no Taizai", Ác Long nhân Meliodas, tội đồ của "Phẫn nộ". Hai người đã cùng nhau đi tìm kiếm các thành viên còn lại của nhóm và cố gắng giúp Elizabeth giành lại vương quốc. Dần dần Elizabeth nảy sinh tình cảm với Meliodas.

## Nhân vật

#### Meliodas
Lồng tiếng bởi Kaji Yuuki
Là một trong hai nhân vật chính trong truyện, Meliodas là chủ quán của "Buta no bōshi-tei" (Boar Hat) và là đội trưởng của nhóm Thánh kị sĩ "Nanatsu no Taizai (Thất hình đại tội) mang "Đại tội Phẫn Nộ" (Cuồng Long Meliodas) với ấn thú là hình Rồng bên cánh tay trái, có "thần binh" là Lost Vayne. Họ thấy Meliodas là một thanh niên trạc 13 tuổi nhưng hình dáng thật sự của cậu không hề thay đổi kể từ khi 10 năm về trước khi cậu bị cho là kẻ phản quốc với chiều cao là 152 cm và nặng khoảng 50 kg. Meliodas đã hơn 3000 tuổi, thuộc "Ma Thần Tộc", sở hữu sức mạnh "Hắc Ám" đặc trưng của tộc Ma thần, là người được ngưỡng mộ vì sự tàn nhẫn và sức mạnh đáng nể và từng được biết đến như người đứng đầu "Thập Giới", cũng là người được xem là xứng đáng kế thừa ngôi vị "Ma Thần Vương" nhất, Meliodas có một người em trai Zeldris (Người được Ma Thần Vương cho mượn sức mạnh, khá giống Meliodas về chiều cao và hình dáng) cũng nằm trong Thập Giới, sau khi bị xem như kẻ phản bội vì đã góp phần làm cả tộc bị phong ấn bởi "Nữ Thần Tộc", cậu và Elizabeth quen biết nhau từ khi nhỏ.

#### Diane
Lồng tiếng bởi Yuuki Aoi
Diane - "Tội đồ Đố kỵ" (Mạo Xà Diane), với ấn thú hình con rắn ở đùi trái. Diane cao 9.15m và đã sống khoảng 750 năm. Thần binh của cô là Gideon, 1 cây búa khổng lồ với cán dài và nặng gần 1000 kg. Khả năng của Diane là "Sáng Tạo", một khả năng liên kết với đất đai và biến đổi chúng theo ý cô muốn, khả năng này được di truyền từ tộc khổng lồ. Diane được Hendricksen miêu tả như là người có sức mạnh chỉ số vũ lực cao nhất nhóm Thất hình (gần gấp đôi Meliodas), phần lớn do thuộc tộc người khổng lồ và tất cả các kỹ năng của cô đa số là dùng trên phạm vi rộng, dùng sức mạnh vật lý để càn quét. Trong quá khứ, Diane đã rời khỏi tộc người khổng lồ và sống trong rừng núi để học cách chiến đấu và trở nên mạnh mẽ hơn, cô luôn chỉ có một mình và có 2 người đá do cô tạo nên để bầu bạn cho dù chúng không có khả năng nói chuyện, cho tới khi gặp King đang bị thương ở một bờ sông. Diane bị cho rằng đã "ghen tị với Matrona nên đã hạ độc cô ta và giết 330 tên lính để bịt miệng". Đó là lí do Diane bị kết tội "Đố kị". Đáng lẽ cô sẽ bị tử hình nhưng Meliodas đến và nhận Diane vào Thất hình đại tội.

#### Ban
Lồng tiếng bởi Suzuki Tatsuhisa
Đại tội "Tham lam" (Lam Hồ Ban), với ấn thú hình con cáo bên hông trái. Cao khoảng 2.0m, tóc màu trắng và nặng gần 77 kg. Ngoài ấn thú, Ban còn có một vết sẹo do Meliodas để lại.
Trước khi gặp Elizabeth, Ban đã bị nhốt vào trong "ngục Baste" và bị cắm đinh xuyên qua người suốt 5 năm. Và sau khi nghe 2 tên gác ngục cá cược với nhau xem Thánh kỵ sĩ hay những người trong Thất Đại tội chiến thắng, Ban biết ngay kẻ đó là Meliodas và đã tìm cách trốn ra khỏi ngục. Anh được Meliodas cho là rảnh rỗi vì khi nghe đồn các đồng đội của mình biến mất thì tự chui đầu vào ngục. Ban đã gia nhập vào nhóm tiêu diệt các Thánh kỵ sĩ sau khi nghe chuyện của Elizabeth. Ban là một người bất tử, lí do là anh đã uống "Suối nguồn sinh mệnh" trong "Khu rừng của Yêu Tinh Vương" - Là quê nhà của King. Ngoài ra, anh cũng có tình cảm với em gái của King. Thần binh của Ban là một cây côn tứ khúc mang tên Courechouse xuất hiện lần đầu tiên trong chap 316. Vũ khí Ban thường dùng trước đó là một cây côn tam khúc. Khả năng của Ban là "Tước Đoạt", cho phép anh tước đoạt sức mạnh thể chất của đối thủ và lấy đi bất cứ đồ vật nào nằm ngoài tầm với.

#### King
Lồng tiếng bởi: Fukuyama Jun
King - Tội đồ của sự Lười biếng (Lãn Hùng King), với ấn thú hình con gấu ở chân trái. King có tên thật là Harlequin và là vua của loài yêu tinh. Cậu cao 160 cm và nặng 48 kg khi ở dạng yêu tinh, 180 cm và 120 kg khi ở dạng người. Tuổi thật của King vào khoảng 1300 tuổi. Thần binh của cậu là "Hồn giáo Chastiefol". Khả năng của King là "Tai Ương". Bảy trăm năm trước, King là người cai trị và là người giám hộ của "Rừng tiên lâm". Hồn Giáo Chastiefol - được làm từ "Thần thụ" ở trung tâm của Rừng tiên lâm. King giữ hòa bình giữa tiên và con người. Trong suốt thời gian bảo vệ rừng, King và Helbram là những người bạn tốt. King là một hiệp sĩ khéo léo điều khiển thần binh một cách dễ dàng, đủ mạnh để chế ngự một Thánh kỵ sĩ chỉ bằng một tay. King là một người khá tình cảm, dễ rơi nước mắt. King cực kì thích Diane nhưng lại không chịu thổ lộ ra. King cũng rất quan tâm tới em gái mình (Elaine), thể hiện lúc sẵn sàng giết Ban vì hiểu lầm về cái chết của Elaine. King vốn rất nhút nhát nhưng cậu sẽ trở nên mạnh mẽ khi những người thân yêu của cậu bị tổn thương.

#### Gowther
Lồng tiếng bởi: Takagi Yuuhei
Tội đồ của Sắc Dục (Trụy Dương Gowther), với ấn thú hình con linh dương ở ngực phải, Gowther từng là 1 Thập giới mang danh Vô Dục. Gowther là một con búp bê, được tạo ra bởi Phù Thủy Gowther và là một trong Thập Giới nhưng bị Ma Thần Vương nhốt vào ngục tối vì khả năng thao túng tâm trí. Chiều cao: 175 cm, Cân nặng: 61 kg. Cậu được Gowther Thập Giới tặng cho một trái tim ma thuật, đó là món quà đầu tiên và cuối cùng mà Gowther Thập Giới tặng cậu trước khi chết. Khả năng của Gowther là "Xâm Nhập", giúp cậu xâm nhập vào tâm trí và não bộ của đối thủ. Thần khí của Gowther là "Song cung Herrit", bắn ra những mũi tên dạng sóng siêu âm, cho phép cậu thâm nhập vào não bộ và điều khiển hệ thần kinh, thay đổi ký ức của kẻ địch. Gowther là một kiệt tác cả đời của Gowther Thập Giới, một búp bê có cảm xúc, có "trái tim" (Trái tim ở đây không phải là trái tim ma thuật mà Gowther Thập Giới tặng). Tuy là Trụy Dương nhưng Gowther chưa bao giờ có dấu hiệu của sự dâm đãng.

#### Merlin
Lồng tiếng bởi: Sakamoto Maaya
Đại tội Tham ăn (Phàm Trư Merlin), với ấn thú hình con lợn trên cổ. Merlin được coi là vị pháp sư vĩ đại nhất ở xứ Britannia. Cô là con gái của Belialin (Một cái tên đã làm cho một số người trong Thập Giới phải khiếp sợ) và là học trò của Gowther - Thập Giới (Một phù thủy mà Ma Thần Vương phải gọi là số 1). Năng lực bẩm sinh của cô là "Vô Cực", cho phép Merlin duy trì phép thuật do cô tạo ra vĩnh viễn, trừ khi có người can thiệp và hoá giải chúng hoặc chính cô giải chúng. Cô đã đóng băng thời gian của mình vì thế nên cô không thể già đi, hình dạng thật sự của Merlin là một cô bé. Cô được Ma Thần Vương của Ma Thần Tộc và "Nữ Thần Tối Cao" của Nữ Thần Tộc ban phước lành, cô biết mọi bí thuật của Ma Thần Tộc và không bị ảnh hưởng bởi "Hắc Nguyền" và "Giới Luật" thuộc Ma Thần Tộc. Đặc biệt, cô được xem là mặt trời thứ hai của Escanor. Cô là người duy nhất không bị ảnh hưởng bởi khả năng của "Ma thần ngủ say" Cusack. Sở thích của cô là thí nghiệm. Trở thành một thành viên trong Thất Hình Đại Tội là do cô quyết định. Thần khí của cô là "Sao Mai Aldan" - một quả cầu nhỏ (pha lê), lơ lửng trong lòng bàn tay của Merlin.Tên thật của cô là tên được viết bằng ngôn ngữ mà con người không thể phát âm được.

#### Escanor
Lồng tiếng bởi: Tomokazu Sugita
Đại tội Kiêu ngạo (Ngạo Sư Escanor), với ấn thú hình con sư tử ở trên lưng. Xuất thân là hoàng tử của một đất nước, nhưng vì bộc phát "Ma lực" nên bị cha mẹ xem là "quái vật", sau đó bỏ đi. Là người yếu nhất trong đội vào lúc tối nhưng khi trời sáng sức mạnh ngày càng tăng mạnh hơn cả một Thập giới và đạt đến đỉnh điểm vào lúc trưa, tính cách lúc sáng và tối cũng thay đổi rõ rệt. Thần binh của Escanor là chiếc "Rìu thánh Rhitta", chiếc rìu cực nặng nhưng chỉ được cầm với một tay, vũ khí có thể chém chết cả những vị thần. Khả năng của Escanor là "Thái Dương". Mặc dù là Ngạo Sư nhưng vào buổi tối, Escanor trở nên rất hiền lành, nhút nhát, gầy gò, luôn xin lỗi với tất cả mọi thứ mà ông cho là do mình gây ra. Tuy nhiên, khi nắng lên thì Escanor liền thay đổi tích cách, trở nên rất kiêu ngạo, coi thường đối thủ, đôi khi ông còn thương hại đối thủ của mình. Tuy nhiên, ông ấy kiêu ngạo là có cơ sở vì bản thân Escanor cực kì mạnh. Sức mạnh của Ngạo sư có thể đạt đến đỉnh điểm là thời khắc mặt trời đứng bóng (tức 12h trưa), vào khoảng thời gian đó ông đạt tới trạng thái mang tên "Thiên hạ duy ngã độc tôn", lúc Escanor gần như không có đối thủ. Bản chất sức mạnh của anh là từ đặc ân của "Đại Nữ Thần" ban cho Mael (Estarossa) khi anh bị thay đổi trí nhớ đầu quân cho Ma Thần Vương và nhận giới luật để cân bằng lực lượng để kết thúc Thánh Chiến 3000 năm trước do ý đồ của Gowther cũ. Và sức mạnh Thái Dương này tự tìm vật chủ mới cho mình và đó là Escanor. Theo như thông tin đặc ân chỉ có thể trong tay của thiên sứ nếu nó vào tay con người thì họ sẽ từ từ bị đặc ân ăn mòn cơ thể theo thời gian cho đến chết.
Elizabeth
Lồng tiếng bởi: Sora Amamiya
Elizabeth là công chúa thứ ba của vương quốc Liones. Cô có nhiệm vụ tìm ra nhóm "Thất Đại Tội" để giải cứu vương quốc Liones khỏi cuộc chiến Thánh chiến. Elizabeth được Jenna cho là kiếp sau của Liz (người yêu quá cố của Meliodas). Ngoài ra, nàng còn mang trong mình dòng máu tộc Nữ thần, do đó Elizabeth cũng dùng được sức mạnh "Thánh Quang" đặc trưng của tộc Nữ thần. Cô phải chịu lời nguyền vạn kiếp luân hồi vì đã yêu Meliodas, nếu Elisabeth nhớ lại kí ức kiếp trước của mình thì cô sẽ chết sau 3 ngày. Mẹ cô là Nữ Thần Tối Cao.

### Thập Giới
- Zeldris "Tôn Kính": 
  - Bất kì ai quay lưng lại với Zeldris đều bị coi là những kẻ phản bội và bị nguyền rủa phải tôn kính ma thần vương hay chính là Zeldris người đại diện thay cho ông ta. Zeldris là một chiến binh ưu tú của ma thần tộc, với vô số chiến công lừng lẫy. Zeldris là con trai út của Ma thần vương và phục vụ trực tiếp dưới quyền của ông. Anh là thủ lĩnh của thập giới. Đồng thời cũng là người nắm giữ chức đao phủ của ma tộc, sẵn sàng xử tử bất kỳ kẻ nào dám đối đầu với ma tộc. Sư phụ của anh là "Ma thần ngủ say" Cusack.
  - Ominous Nebula, một sức mạnh bẩm sinh của Zeldris, kỹ năng này cho phép anh tạo ra một cơn lốc bao quanh và hút tất cả những sinh vật sống xung quanh vào, rồi cắt chúng với tốc độ nhanh khủng khiếp khi chúng tiếp xúc với cơn lốc. Sức mạnh của kỹ năng này khác biệt ở chỗ, nó có thể giúp anh rút ngắn khoảng cách đối với các nhân vật có chỉ số sức mạnh cao hơn mình gấp nhiều lần.
  - Lồng tiếng: Kaji Yuuki
  - Bất kì ai tỏ thái độ bất trung, phản bội thì sẽ buộc phải làm đầy tớ và nghe theo lệnh của Zeldris.

- Estarossa (Mael) "Nhân Từ": 
  - Bất cứ ai có lòng "Thù Hận" ở trong tim trước mặt hắn sẽ mất tất cả mọi thứ có thể gây tổn thương hay đau khổ cho người khác như sức mạnh, vũ khí, phép thuật, năng lực,.......
  - Cậu còn có kỹ năng Full Counter(Phản đòn toàn phần) nhưng khác Meliodas là anh chỉ phản lại sát thương vật lý chứ không phải ma thuật như của Meliodas.
  - Lồng tiếng: Tohchi Hiroki

- Monspeet "Điềm Tĩnh": 
  - Là một bậc thầy trong việc điều khiển lửa của Ma Thần Tộc, vì vậy một ngọn lửa bình thường không thể sát thương lên anh.
  - Ma thuật của Monspeet là "Conjurer's Joke" (Tạm dịch: Trò đùa của phù thủy), cho phép hắn hoán đổi vị trí 2 vật thể có khối lượng, kích thước tương đương (kể cả bản thân).
  - Monspeet có thể sử dụng cấm thuật hiến tế 6 trái tim cho quỷ thần và bộc lộ sức mạnh của con quỷ tàn bạo của luyện ngục mà chính những ma thần còn phải ghét con quỷ đó.
  - Lồng tiếng: Tsuda Kenjiro

- Melascula "Đức Tin": 
  - Bất kì kẻ nào đánh mất "Đức Tin" trước mặt Melascula thì đôi mắt của họ sẽ bị thiêu đốt. Melascula còn là kẻ thao túng linh hồn người khác cực kì thành thạo. Ngoài ra bản thể của Melascula là một con mãng xà vì Melascula đã hấp thụ phép thuật của một con mãng xà dưới luyện ngục từ 3000 năm trước.
  - Lồng tiếng: M.A.O

- Drole "Kiên Nhẫn": 
  - Cựu Cự Nhân Vương được Ma Thần Vương ban cho sức mạnh, là đồng đội chiến đấu cùng Meliodas trong trận thánh chiến xưa.
  - Lồng tiếng: Ono Daisuke

- Gloxinia "An Tức": 
  - Cựu Yêu Tinh Vương được Ma Thần Vương ban tặng sức mạnh, là đồng đội chiến đấu cùng Meliodas trong trận thánh chiến xưa.
  - Lồng tiếng: Kobayashi Yuusuke

- Grayroad "Vô Sát": 
  - Bất kì ai giết sinh vật sống trước mặt hắn đều bị tước đoạt sự sống.
  - Lồng tiếng: Yusa Kouji

- Fraudrin "Vô Dục" (xưa: Vô Dục Gowther): 
  - Bất kì ai có ham muốn và tham vọng đều sẽ bị xoá mất kí ức và trái tim.
  - Lồng tiếng: Konishi Katsuyuki (trong cơ thể của Dreyfus) Kiuchi Hidenobu (hình thể thật)

- Derieri "Thuần Khiết": 
  - Khả năng của Derieri giống một Stack Combo, nếu cô đánh trúng đối phương và không gặp bất kì sự cản trở nào thì đòn đánh tiếp theo sẽ có thêm sát thương mạnh hơn đòn đánh trước.
  - Derieri có thể sử dụng cấm thuật như trên giống với Monspeet vì đó là hai người đã cùng làm để chiến đấu với Tứ Đại Thiên Sứ vào Thánh Chiến 3000 năm trước.
  - Lồng tiếng: Takagaki Ayahi

- Galand "Chân Thật": 
  - Năng lực mà Galand được Ma Thần Vương ban tặng là "Sự Thật". Năng lực đó khiến cho bất kì ai nói những lời dối trá trước mặt hắn đều biến thành tượng đá. Dù ở trong tình trạng cạn kiệt ma lực nhưng chỉ số sức mạnh của Galan vẫn là 26000, vượt trội hơn hẳn với bất kì thành viên nào trong Thất Đại Tội vào thời điểm Meliodas chưa lấy lại sức mạnh bị phong ấn của mình và Escanor chưa xuất hiện và trong lúc sử dụng Critical Over (Áp Lực Đột Phá) thì là 40000. Vũ khí của Galan là một cây giáo lớn có 2 đầu, một đầu nhọn có hình dáng như cây lao và một đầu có hình dáng như lưỡi rìu. Galan sử dụng một cách điêu luyện vũ khí của mình có thể sử dụng hàng loạt những chiêu thức có sức công phá khủng khiếp ở 1 diện tích rộng và gây tử vong ngay tức thì. Các chiêu thức của Galan bao gồm:
    - Zanbarazan (Wretched Scatter Strike - Thảm Tán Trảm): Đúng như tên gọi chiêu thức Galan lao lên cao và tung 1 loạt nhưng mũi giáo của mình liên tục xuống đất hủy diệt theo diện rộng cả 1 khu vực, đánh tan mặt đất dưới chân hắn, gây lây lan rộng tàn phá khu vực xung quanh.
    - Bunzaradan (Chaotic Judgement - Phán xử hỗn loạn): Hắn quay cuồng liên tục cây giáo xung quanh mình với tốc độ đánh kinh ngạc, tạo ra một cơn gió mạnh bùng nổ quét tan mọi thứ xung quanh mình.
    - Bassari (Critical Strike - Một nhát chém): Một nhát chém cực mạnh phân đôi kẻ thù một cách dễ dàng.
    - Rinkai Toppa (Critical Over - Áp Lực Đột Phá): Giúp sức mạnh thể chất của Galan đạt giới hạn tối đa, một sức mạnh vô song mà đơn giản, cho đến khi hắn cạn sức lực thì cơn thịnh nộ mới chấm dứt.

  - Lồng tiếng: Iwasaki Hiroshi

## Truyền thông

### Manga
Được sáng tác bởi Suzuki Nakaba. "Nanatsu no Taizai" được bắt đầu bởi một One-shot mang tên "Nantatsu no Tanpen" được đăng ở số 52 trên tạp chí Weekly Shounen Magazines vào ngày 22 tháng 11 năm 2011. Manga bắt đầu được đăng dài kỳ kể từ số 45 ấn hàng vào ngày 10 tháng 10 năm 2012 trên tạp chí cùng tên. Tác giả dự kiến manga sẽ kéo dài hơn 30 tập.

### Anime
| Đạo diễn                              | Okamura Tensai                            |
| Nguyên tác                            | Suzuki Nakaba                             |
| Chỉ đạo nghệ thuật                    | Hiromichi Ito                             |
| Chỉ đạo hình ảnh                      | Kimura Toshiya                            |
| Hiệu ứng đặc biệt                     | Hoshi Miyako Kakida Yukiko                |
| Thiết kế nhân vật                     | Sasaki Keigo                              |
| Chỉnh sửa                             | Goto Masahiro                             |
| Chỉ đạo âm thanh Wakabayashi Kazuhiro | Wakabayashi Kazuhiro                      |
| Âm nhạc                               | Sawano Hiroyuki, Wada Takashi (từ tập 14) |
| Thu âm                                | Aniplex                                   |
| Sản xuất                              | A-1 Pictures                              |

Hãng phim A-1 Pictures chuyển thể manga thành loạt anime dài 24 tập. Phim được đạo diễn bởi Okamura Tensai (từng đạo diễn cho các bộ Anime khác như Zetsuen no Tempest, Gin no saji, Ao no Exorcist. Phần thiết kế nhân vật do Sasaki Keigo đảm nhiệm. Anime khởi chiếu trên MBS, JNN ở Nhật từ ngày 5 tháng 10 năm 2014 đến ngày 29 tháng 3 năm 2015.